# Peperomia gracieana
Peperomia gracieana är en pepparväxtart som beskrevs av A.R.A. Görts-van Rijn. Peperomia gracieana ingår i släktet peperomior, och familjen pepparväxter. Inga underarter finns listade i Catalogue of Life.